# Peter Beattie
Pour les articles homonymes, voir Beattie.
Peter Douglas Beattie (né le 18 novembre 1952), est un homme politique australien qui fut le trente-sixième Premier ministre du Queensland pendant neuf ans et le leader du parti travailliste australien au Queensland pendant onze ans et demi. Ses victoires éclatantes aux élections législatives de 2001, 2004 et 2006 ont fait de lui l'un des hommes politiques aux plus larges succès électoraux en Australie. 
Son mandat de premier ministre dura du 20 juin 1998 au 13 septembre 2007 quand il laissa sa place, invaincu à son adjointe Anna Bligh qui lui succéda et devint la première femme Premier Ministre du Queensland.

## Premières années
Beattie est né à Sydney. Il était le plus jeune d'une famille de sept enfants. Il fut élevé par sa grand-mère à Atherton, une petite ville au nord du Queensland. C'est à l'école qu'il rencontra sa future femme, Heather Scott-Halliday avec qui il eut trois enfants. Il s'installa à Windsor, un quartier de Brisbane.
C'est dans cette ville qu'il s'inscrivit en faculté de droit, obtint sa maîtrise et s'inscrivit au barreau. En 1974, il s'inscrivit au parti travailliste qui était dans l'opposition depuis dix-sept ans.
Beattie s'attela à la réforme du parti avec l'aide du leader fédéral du parti, Bill Hayden ce qui aboutit à l'élection de Wayne Goss en 1981, premier Premier Ministre travailliste depuis Vince Gair en 1957.
En 1989, Beattie fut élu député mais il n'entra pas au gouvernement. Il fallut attendre les élections de 1995 pour qu'il devienne Ministre de la Santé mais le gouvernement fut renversé l'année suivante à la suite d'une élection partielle.

## Premier Ministre
Aux élections de 1988, d'abord avec l'aide d'un député non inscrit puis après une élection partielle, avec le seul parti travailliste, Beattie put devenir Premier Ministre. Beattie devint un leader très populaire et s'attela à de profondes réformes réorganisant l'enseignement, valorisant le travail manuel, encourageant la recherche et le développement dans les biotechnologies, les techniques de l'information et l'aviation
Beattie annonça sa démission politique le 10 septembre 2007, décision qui prit effet le 13 et laissa sa place à Anna Bligh comme nouveau leader du parti le 12.